# Theta Arae
Theta Arae (θ Arae, förkortat Theta Ara, η Ara)  är en ensam stjärna belägen i den östra delen av stjärnbilden Altaret. Den har en skenbar magnitud på 3,67, är synlig för blotta ögat där ljusföroreningar ej förekommer. Baserat på parallaxmätning inom Hipparcosuppdraget på ca 4,0 mas, beräknas den befinna sig på ett avstånd på ca 810 ljusår (ca 249 parsek) från solen.

## Egenskaper
Theta Arae är en blå till vit superjättestjärna av spektralklass B2 Ib. Stjärnan har en beräknad massa som är ca 9 gånger större än solens massa, en radie som är ca 20 gånger större än solens och utsänder från dess fotosfär ca 3 450 gånger mera energi än solen vid en effektiv temperatur av ca 17 200 K.